# Манакін-короткокрил бразильський
Манакін-короткокрил бразильський (Manacus candei) — вид горобцеподібних птахів родини манакінових (Pipridae).

## Поширення
Він поширений від південного сходу Мексики через карибську сторону Гватемали, Белізу, Гондурасу, Коста-Рики до крайнього заходу Панами. Середовище його проживання складають тропічні і субтропічні вологі ліси, вологі зарості і навіть плантації.